# Bebé (jogador de futsal)
Euclides Gomes Vaz ComM • ComIH (Lisboa, 19 de maio de 1983), mais conhecido como Bebé, é um guarda-redes português de futsal. Atualmente, joga no Leões Porto Salvo. 
Ao serviço da Seleção Portuguesa, para além da conquista do Campeonato Europeu de Futsal de 2018 e do Campeonato Mundial de Futsal de 2021, destaca-se a presença de Bebé noutras campanhas de destaque como os quartos lugares em 2007 e 2014 e o segundo lugar em na edição de 2010 do Campeonato Europeu de Futsal e o quarto lugar Campeonato Mundial de Futsal de 2016. 

## Títulos e Honrarias

### Clubes

#### Sporting
- Liga Portuguesa de Futsal (1): 2005-06
- Taça de Portugal de Futsal (1): 2005-06

#### Benfica
- UEFA Futsal Cup (1): 2009-10
- Liga Portuguesa de Futsal (5): 2006-07, 2007-08, 2008-09, 2011-12, 2014-15
- Taça de Portugal de Futsal (5): 2006-07, 2008-09, 2011-12, 2014-15, 2016-17
- Supertaça de Futsal (6): 2007, 2009, 2011, 2012, 2015, 2016

### Seleção Portuguesa
- Campeonato Europeu de Futsal (2): 2018, 2022
- Campeonato Mundial de Futsal (1): 2021

A 10 de fevereiro de 2018, foi agraciado com o grau de Comendador da Ordem do Mérito. A 4 de outubro de 2021, foi agraciado com o grau de Comendador da Ordem do Infante D. Henrique.